# A. Lange & Söhne

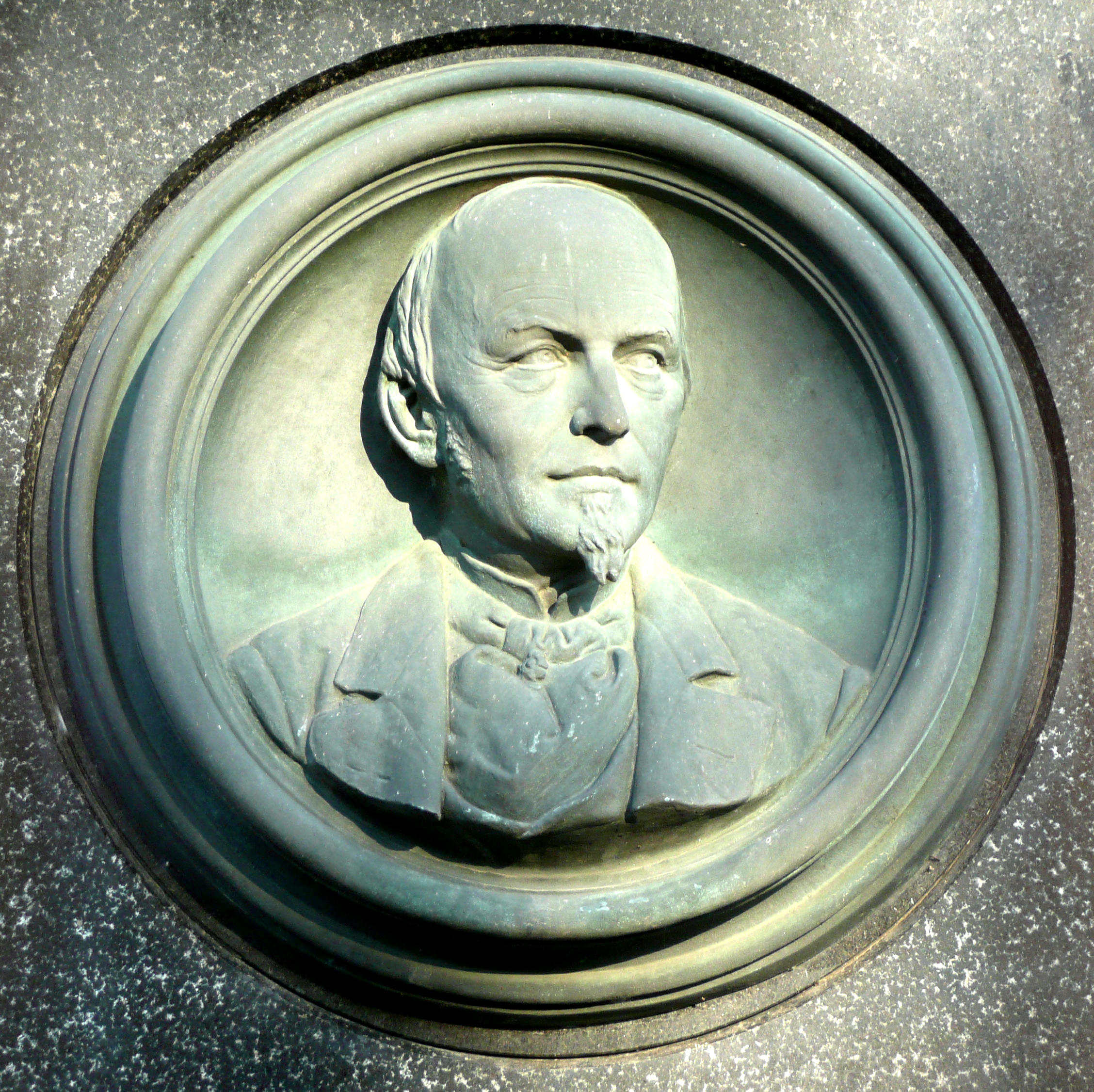
Ferdinand Adolph Lange

Az 1845-ben alakult Lange & Söhne zseb- és karórákat készítő manufaktúra. Termékeik a mai napig nyilvános- és magángyűjtemények darabjait képezik, hiszen relatíve kisszámú óra készül a manufaktúrában évente. A mesterségbeli tudás és az a szenvedély, amivel a készítők az apró részleteket is kidolgozzák, megmagyarázza a korlátozott példányszámot, ezzel együtt a magas árakat is.
Az I. világháború után a Lange család jelentős órakészítői gyakorlatra tett szert. Azonban Németország felosztása, az állami kisajátítások és a II. világháború miatt 40 éves szakadás keletkezett az óramanufaktúra történelmében. A műhely felélesztése a német állam újraegyesítése után volt csak lehetséges.
Ferdinand A. Lange dédunokája - Walter Lange, aki 1924. július 29-én született – még a II. világháború előtt elkezdett ismerkedni az órakészítés művészetével. Mint mindent fiatalt a háborús időkben őt is besorozták így elkerült otthonától. Súlyos sérülése miatt, azonban hazatérhetett, ahol szembesülnie kellett a ténnyel, hogy a szülői manufaktúrájukat a légi bombázások földig rombolták.
Walter Lange elkerült hazájából és csak 1989-ben tért vissza nyugatról. A szocialista rezsim összeomlása után, a német újraegyesítést követően 1990. december 7-én élesztette újjá a hajdani családi vállalkozást. A kezdeti sikerek a márka emblematikus LANGE 1-es modelljének köszönhetőek. A 4 éven át fejlesztett ikonikus darab, olyan elismert alapokat biztosítottak a manufaktúrának, hogy újra tudták vele éleszteni a német órakészítés hagyományait.